# Бугай (рід)
Бугай (Botaurus) — рід птахів родини чаплевих (Ardeidae). Включає 4 види.
Бугаї є мешканцями боліт, берегів водойм. Гучні крики самців у гніздовий період нагадують голос бика (бугая), звідси народна назва роду.

## Види
- Бугай американський (Botaurus lentiginosus)
- Бугай строкатий (Botaurus pinnatus)
- Бугай австралійський (Botaurus poiciloptilus)
- Бугай водяний (Botaurus stellaris)
- †Botaurus hibbardi (викопний)

## Використання
У минулому — об'єкт полювання. У європейській кухні здавна вважалося, що смак м'яса нагадує зайців або кролів.